# Jablunkovský průsmyk

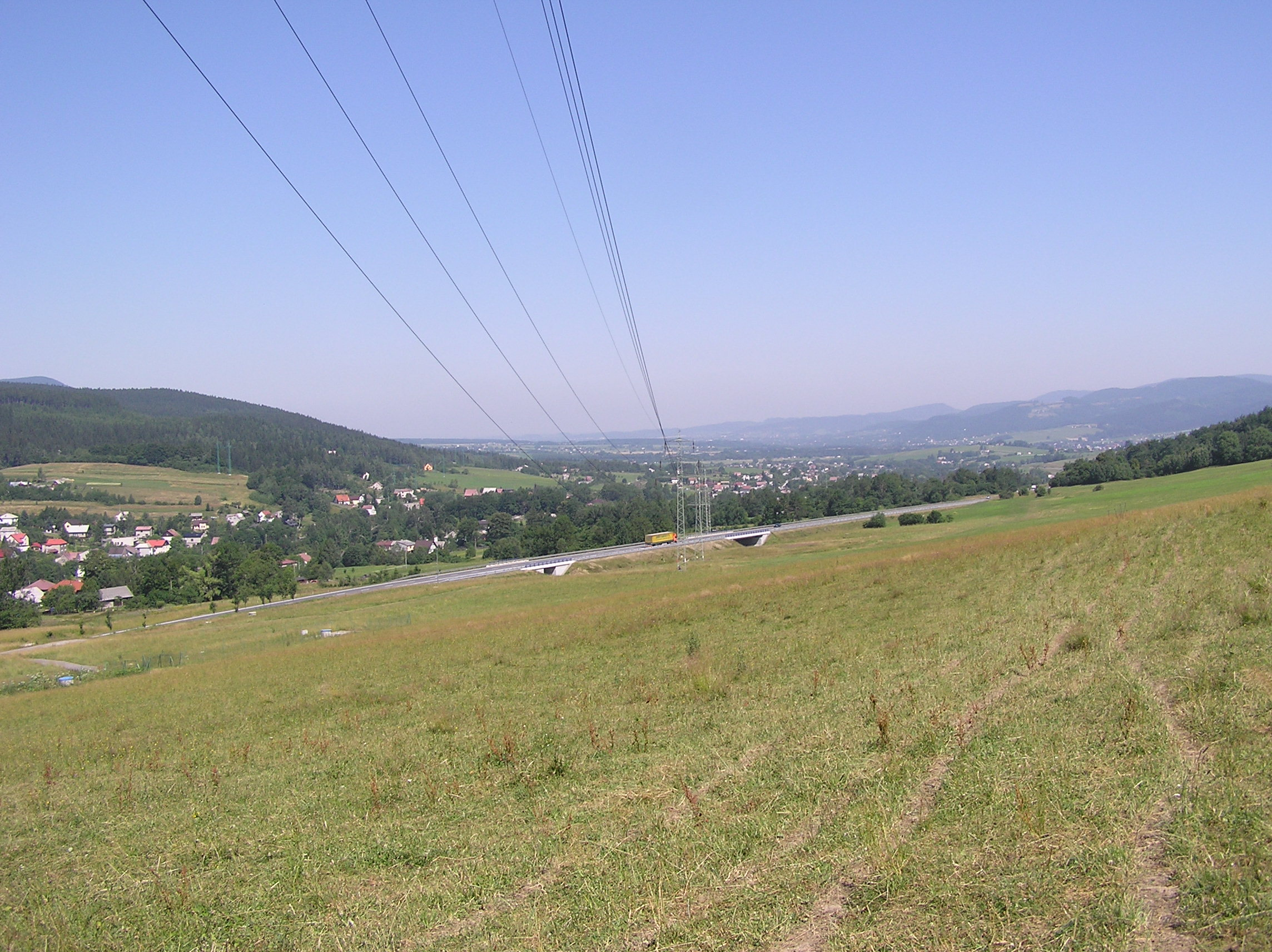
Jablunkovský průsmyk, severozápadní pohled ze svahu Girové.

Jablunkovský průsmyk (pol.: Przełęcz Jabłonkowska) je průsmyk v nadmořské výšce 553 m n. m. oddělující Moravskoslezské Beskydy od Slezských Beskyd. Rovněž tvoří i rozvodí mezi evropskými veletoky Odrou a Dunajem, když sever průsmyku je odvodňován potokem Ošetnicí, jehož vody se přes Lomnou a Olši dostávají Odrou do Baltského moře, zatímco jih průsmyku patří do úmoří Černého moře. V průsmyku leží obec Mosty u Jablunkova

## Dopravní a strategický význam
Díky své poloze, kdy spojuje údolí Olše s údolím Kysuce, má Jablunkovský průsmyk odpradávna i velký dopravní a strategický význam. Nálezy římských mincí v údolí Olše svědčí o tom, že průsmyk a přes něj vedoucí cesta byly známy už ve starověku. Je možné, že průsmykem vedla jedna z větví jantarové stezky spojující sever Evropy s jihem. Po nálezu soli ve Wieliczce zde od 13. století vedla tzv. solní stezka a od 16. století – tzv. měděná stezka, kdy měď ze Slovenska putovala na západ do téměř celé Evropy.
Od 11. století tvořil Jablunkovský průsmyk jižní hranici Slezska. Jeho strategický význam vzrostl v 16. století, kdy byly Uhry obsazeny Turky a v průsmyku byla vybudována obranná pevnost – Jablunkovské šance. Ty byly vojensky obsazeny až do roku 1829.
V roce 1871 byla v průsmyku postavena Košicko-bohumínská dráha, která ho překonávala Jablunkovským tunelem. Trať však nevedla přes Šance podél původní formanské cesty, ale za tunelem sledovala údolí Šlahorova potoka (také Renštok). Později byla do zmíněného údolí převedena i silnice.
V roce 2001 byl zprovozněn obchvat Mostů u Jablunkova na silnici I/11, kterým byla odvedena tranzitní doprava mimo obce. Silnice I/11 je dvoupruhová s výhledovým rozšířením na čtyřpruh. Po této silnici je vedena i evropská silnice E 75. Původní silnice I/11 vedoucí přes obec je nyní vedena pod číslem II/474. Stará formanská cesta přes Šance má číslo III/01179.
V roce 2013 byly přestavěny Jablunkovské tunely (původní dva jednokolejné byly nahrazeny jedním dvoukolejným) a optimalizována trať vedoucí průsmykem v rámci výstavby třetího železničního koridoru.
Průsmykem je také výhledově plánován průplav Dunaj–Váh–Odra.